# Geissorhiza arenicola
Geissorhiza arenicola (лат.) — многолетнее травянистое клубнелуковичное растение, вид рода Geissorhiza семейства Ирисовые (Iridaceae). Эндемик ЮАР. Растёт на каменистых песчаниковых почвах в Западно-Капской и Северо-Капской провинциях ЮАР.

## Описание

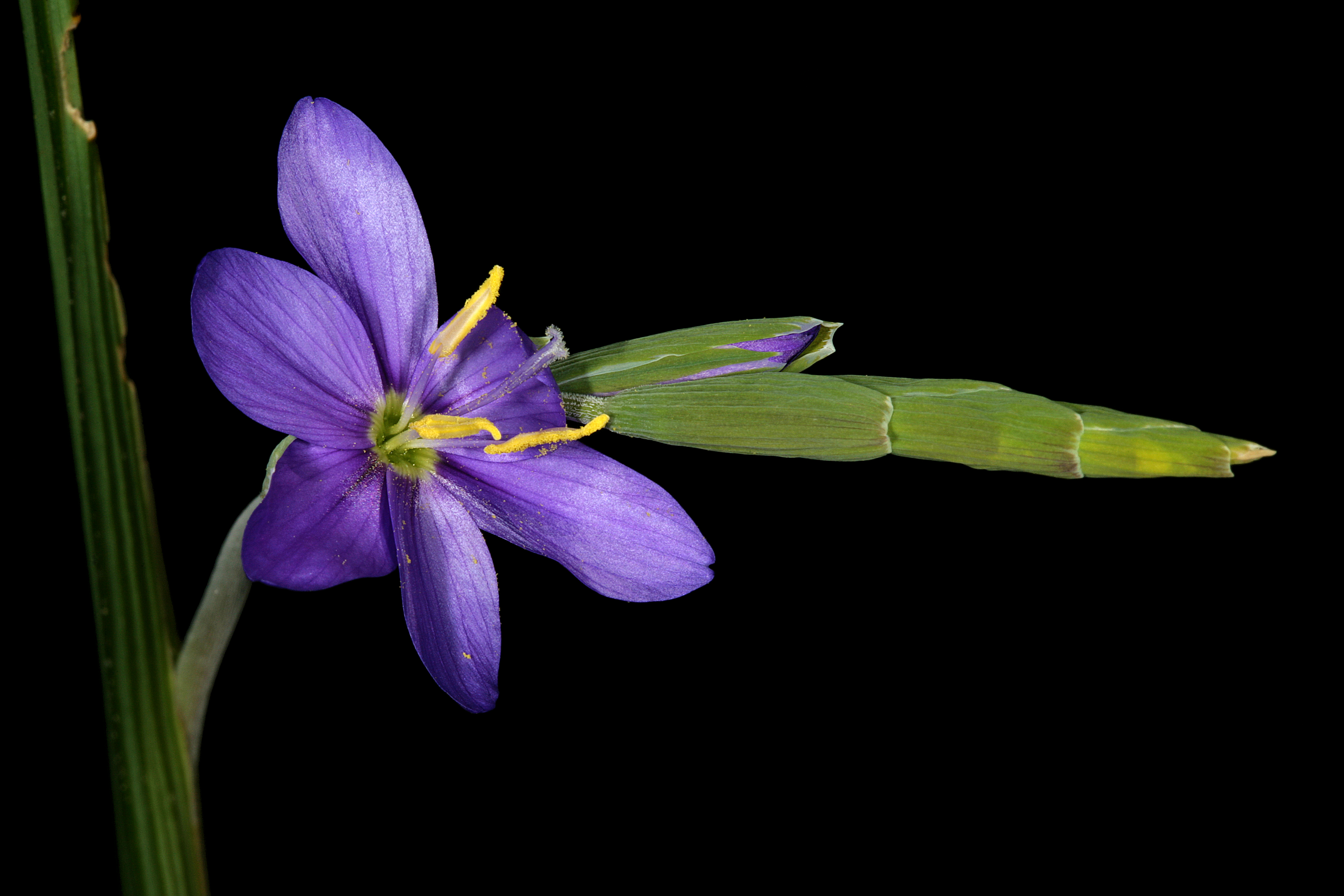
Соцветие-колос G. arenicola

Geissorhiza arenicola — многолетний травянистый клубнелуковичный геофит высотой 12-26 см. Чешуйки деревянистые, черепитчатые, стебель бархатистый. Листья линейные, с толстыми краями. Цветки синие, листочки околоцветника раскидистые. Клубнелуковица шаровидная, симметричная, 6-10 мм в диаметре. Чешуйки черноватые, черепитчатые, деревянистые, снизу выемчатые на правильные сегменты. Стебель тонко опушённый над третьим листом, гладкий снизу, иногда с 1 ветвью, без влагалища, стеблевой лист прицветниковидный. Три листа узкие, линейные, шириной 1-2 мм, достигают середины стебля и основания колоса, края и главная жилка увеличены и, таким образом, 2-бороздчатые на каждой поверхности, края краев и главной жилки мелкореснитчатые или гладкие, часто липкие снизу с прилипшими песчинками. Нижние два листа — базальные (верхний немного выше земли, часто самый крупный из трёх) обволакивают стебель на 2/3 его длины, обвёртка несколько ребристая и вздутая. Колос изогнутый, наклонный, (1-)3-8-цветковый; прицветники зелёные, края часто окаймлены красным сверху, иногда становятся сухими и пленчатыми от верхушки, 7-9 мм длиной, внутренние короче и намного уже внешних. Цветки актиноморфные, вращающиеся, тёмно-сине-лиловые с бледным горлом или белые. Трубка околоцветника воронковидная, 1,5-2,0 мм длиной, заключена в прицветники; листочки околоцветника эллиптические, 10-15 x 4-8 мм. Тычиночные нити почти отстоящие, неравные, две более длинные, 3-4 мм длиной, одна более короткая, 2,0-2,5 мм длиной; пыльники 3-5 мм длиной, белые или бледно-жёлтые. Столбик разделяется напротив или за кончиками пыльников, веточки около 2 мм длиной.

## Распространение и местообитание
G. arenicola — эндемик ЮАР. Встречается на горах Боккевелд в Северо-Капской провинции, а также на горах Гифберг и северной части реки Улифантс в Западно-Капской провинции. Произрастает на песчаных горных почвах в финбоше. Предпочитает каменистый песчаниковый грунт.

## Культивирование
Geissorhiza arenicola в культуре нуждается в полном солнце 6-8 часов ежедневно. Растение предпочитает хорошо дренированную песчаную или суглинистую почву. Правильный дренаж имеет решающее значение для предотвращения корневой гнили. Луковицы сажают на глубине 3-8 см и регулярно поливают, но между поливами почва должна просохнуть. Поливают основание растения, чтобы листва оставалась сухой и здоровой. Сбалансированное удобрение, например NPK 10-10-10, вносят каждые 4-6 недель в течение вегетационного периода.